# Albert Meyer (fotograf)
Albert Meyer (27. února 1857 Klotzsche, Německo – 24. srpna 1924 Drážďany, tamtéž) byl německý dvorní fotograf, který úspěšně provozoval fotografické ateliéry Photographische Ateliers v Berlíně a dalších městech a byl také známý jako fotograf letních olympijských her v roce 1896 v Athénách.
Fotografii vystudoval ve Spojených státech amerických, po návratu do své vlasti otevřel několik fotografických ateliérů v Berlíně a v 90. letech pobočky ve Štětíně a Międzyzdroje. Byl jedním ze sedmi fotografů dokumentující LOH v Athénách, ještě během konání her nechával své fotografické desky vyvolávat u nakladatelství Kurta Becka, u kterého vyšlo Beckovo album, první oficiální zpráva z olympiády.
Po návratu do Berlína svazoval asi 30 snímků do luxusních kožených desek s nápisem Olympijské hry v Aténách 1896, které posílal řadě královských a vévodských rodin. Jeho podnikání se velmi dařilo, v roce 1901 své ateliéry v Berlíně prodal a přestěhoval se do Hannoveru, kde provozoval ateliér naproti státní opeře. V roce 1915 se vrátil zpět do Drážďan, jeho syn padl v první světové válce a během velké hyperinflace pak přišel o veškeré své jmění. Zemřel v chudobě 24. srpna 1924.

## Život

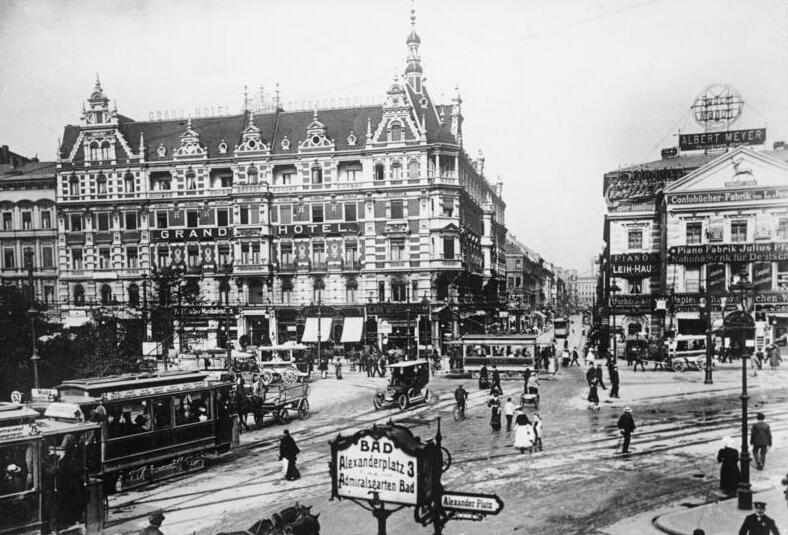
V domě na rohu ulice Alexanderstrasse (zcela vpravo) a Alexandrova náměstí měl Meyer vlastní fotoateliér

Narodil se 27. února 1857 v obci Klotzsche u Drážďan. Ve svých 24 letech odcestoval do Spojených států amerických, kde absolvoval dvouleté studium fotografie. Po návratu do Německa v roce 1883 si otevřel v berlínské ulici Alexanderstrasse fotografický ateliér, ve kterém jeden čas pracovalo 15 zaměstnanců. Na svých reklamách ve výkladních skříních, v adresářích a na automobilu používal titul dvorní fotograf. Ohledně svého titulu dvorního fotografa byl několikrát napomenut policií. Měl lépe ozřejmit, že se nejedná o c. k. dvůr v Berlíně, ale o dvůr vévody saského a vévody Sasko‑Meiningenského.
Z berlínských ateliérů, které vlastnil, jsou doloženy od roku 1884 i studia na ulici Neue Königstrasse 64 a od roku 1896 na ulici Pallisadenstrasse 106. Již od roku 1891 otevřel pobočky ve Stettině a v Ostseebadu (dnes Štětín a Międzyzdroje, obě města leží v Polsku), k tomu ještě jeden ateliér v Berlíně na Postupimské ulici. Velmi brzy zbohatl, jeho příjmy v roce 1893 byly asi 13 000 marek.

## Albert Meyer na olympijských hrách

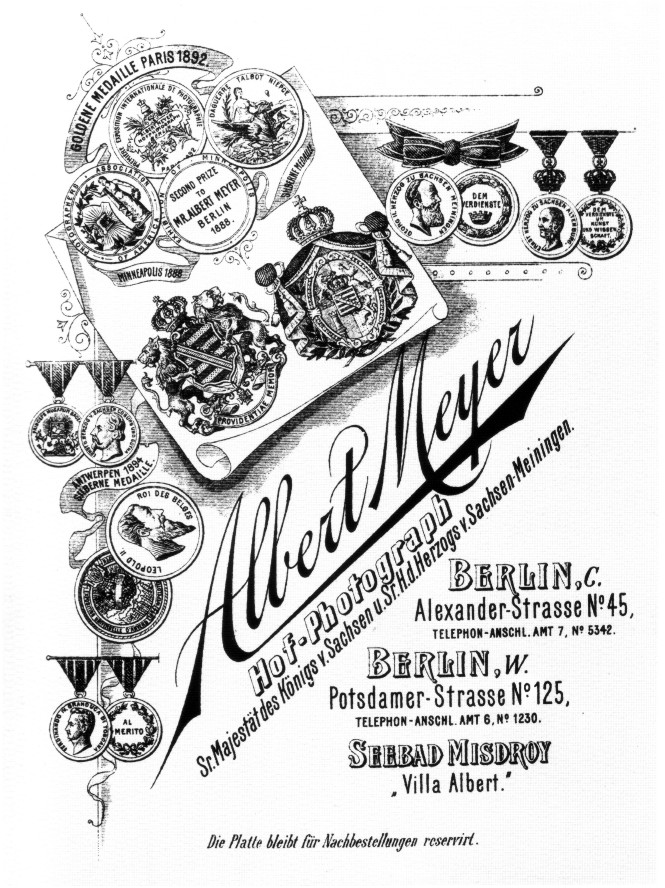
Zadní strana Meyerovy fotografie ozdobená tituly, 1896

### Přípravy na LOH 1896
První letní olympijské hry se konaly v době od 6. do 15. dubna roku 1896 v Athénách. Jednalo se o první olympijské hry moderní éry, s návrhem na jejich uspořádání přišel baron Pierre de Coubertin. Oficiálního schválení se dočkaly na prvním olympijském kongresu, který se konal 23. června 1894 v Paříži, během něhož se zrodil i Mezinárodní olympijský výbor. Starověké Řecko bylo místem vzniku a konání antických olympijských her, proto byly zvoleny Athény pořadatelem prvních olympijských her novověku.
Vysoce zadlužená země, vyčerpaná dlouhotrvajícím konfliktem s Osmanskou říší, měla značné potíže s financováním, ale jednalo se o prestižní událost – zejména pro posílení národní identity. Také cesta sportovců a účastníků her do Athén byla většinou soukromá záležitost a závisela na soukromých darech. Stadio Panathinaiko, objevený při archeologických pracích roku 1870 a kompletně zrekonstruovaný roku 1895, hostil ceremonie slavnostního zahájení a zakončení za účasti řeckého panovníka Jiřího I. Hvězdami her se stali Němec Carl Schuhmann, který v zápase a gymnastice získal celkem čtyři prvenství, zatímco Hermann Weingärtner získal největší počet medailí, tři zlaté, dvě stříbrné a jednu bronzovou. Jedním z nejdůležitějších momentů her bylo vítězství Spyridona Louise v maratónském běhu, závodě, který byl oslavou legendy o Fidippidovi.

### Komise pro účast Německa na olympijských hrách v Aténách 1896
Chemik Dr. Willibald Gebhard byl jedním z iniciátorů olympijského hnutí v Německu, který v prosinci 1895 v Berlíně založil komisi usilující o účast Německa na olympijských hrách v Aténách 1896. Jedním ze členů této komise byl také Albert Meyer. Spolu se svou ženou Elizabethou doprovázeli německý olympijský tým a existují silné nepřímé důkazy o tom, že Elizabeth Meyerová také pracovala jako fotografka. Žádné jednoznačné důkazy pro to však nejsou.

### Fotografie z roku 1896

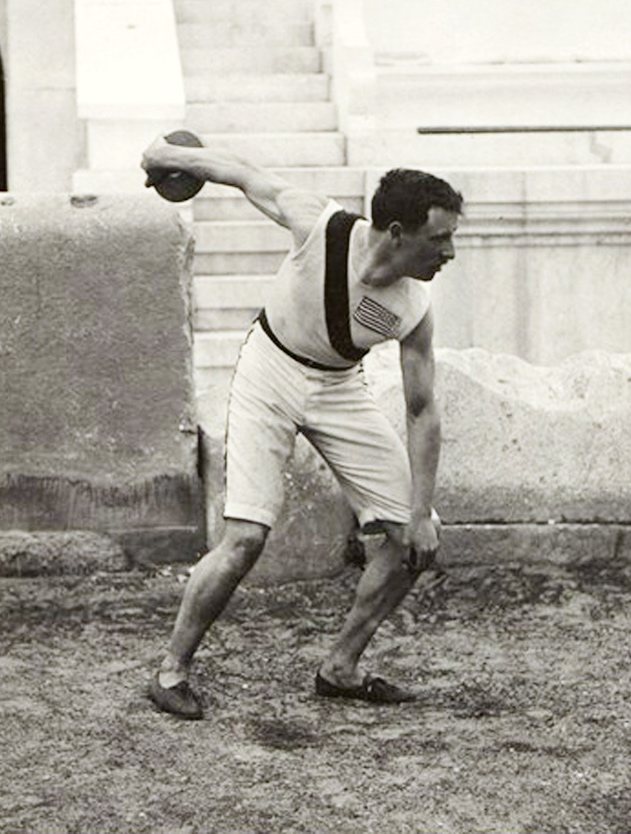
Olympijský vítěz v hodu diskem a koulí Robert Garrett, USA

Na olympijských hrách v Aténách bylo pravděpodobně pořízeno méně než 100 snímků. Je známo, že na místě pracovalo sedm fotografů: pět Řeků, americký fotoamatér Thomas Curtis (zároveň získal olympijské zlato v běhu na 110 metrů překážek) a Němec Albert Meyer. Odcestoval s částí německého týmu dne 28. března 1896 z Berlína do Brindisi a pak lodí na Korfu. Mezi fotografickými zpravodaji byl zdaleka nejplodnější. Je autorem nejméně 56 snímků z celého počtu, což je více než polovina všech známých snímků. Jeho díla jsou při srovnání s fotografiemi ostatních technicky a esteticky jasně lepší. Málokterá publikace o historii olympijských her neobsahuje jeho snímky.
Obor fotografické žurnalistiky se v té době začínal teprve rozvíjet. Pokroky se děly jak v technice fotografie tak i v technologii tisku. Pro venkovní scény (pro fotografii krajiny, architektury nebo průmyslu) byly vyvinuty speciální, ale pořád ještě poměrně velkoformátové a těžké cestovní fotografické kamery. Masivní ateliérové kamery měly nastavitelnou přední stěnu a také zadní stěnu s matnicí, fotografovalo se s objektivy s různou ohniskovou vzdáleností a obvykle se používaly fotografické desky o velikostech 13×18, 18×24 a 24×30 cm.
Pro cestovní kamery byl nepostradatelný skládací masivní stativ, který sportovní fotografové v Aténách v roce 1896 využívali. Vskutku, zachytit sportovce v pohybu s tehdejšími technickými prostředky, tak aby byl obrázek ostrý, bylo téměř nemožné. Časy závěrky byly pořád ještě příliš dlouhé, proto je většina dochovaných snímků statická a aranžovaná. O několik málo let později začaly trh dobývat lehké ruční fotoaparáty, které otevřely nové možnosti fotografické žurnalistiky a také amatérské fotografie.
Přibližně do roku 1880 se v tištěném materiálu reprodukovaly ilustrace nebo fotografie pouze s pomocí časově náročných technik s vysokým podílem lidské práce – technikou dřevorytu, ocelorytu nebo litografie. Zavedení hlubotisku a autotypie umožnilo přímý tisk a rychlejší kopírování fotografických snímků. To umožnilo vydávat noviny a časopisy s obsahově aktuálními obrázky.
Meyer pořídil portréty tehdejších významných a legendárních sportovců, mezi nimi byli například: řecký vítěz maratonského běhu Spyridon Louis, francouzští cyklisté Paul Masson a Léon Flameng, německý běžec a tenista Friedrich Adolph Traun nebo americký diskař a koulař Robert Garrett. Na skupinové fotografii zachytil tehdejší členy mezinárodního olympijského výboru: Willibalda Gebhardta, Jiřího Stanislava Guth‑Jarkovského, Pierra de Coubertina, Ference Keményho, Viktora Balcka, Dimítria Vikélase a Alexeje Butovského. Kromě inscenovaných portrétů vyfotografoval i několik reportážních snímků – Hermanna Weingärtnera na hrazdě a kruzích, německý tým při cvičení družstev na bradlech, exhibici německého družstva na hrazdě, šplh mužů na 14metrovém laně, přátelské podání rukou Carla Schuhmanna a Giorgia Tsitase po řeckořímském zápasu nebo finále turnaje ve fleretu mezi Gravelottem a Callotem a mnoho dalších. Jeho olympijské snímky byly publikovány v roce 1896 v rámci tehdejšího sportovního časopisu Sport im Bild, vycházejícího od roku 1885. Sám opakovaně poukázal na olympijské hry v roce 1896 v Aténách jako na největší událost svého života.

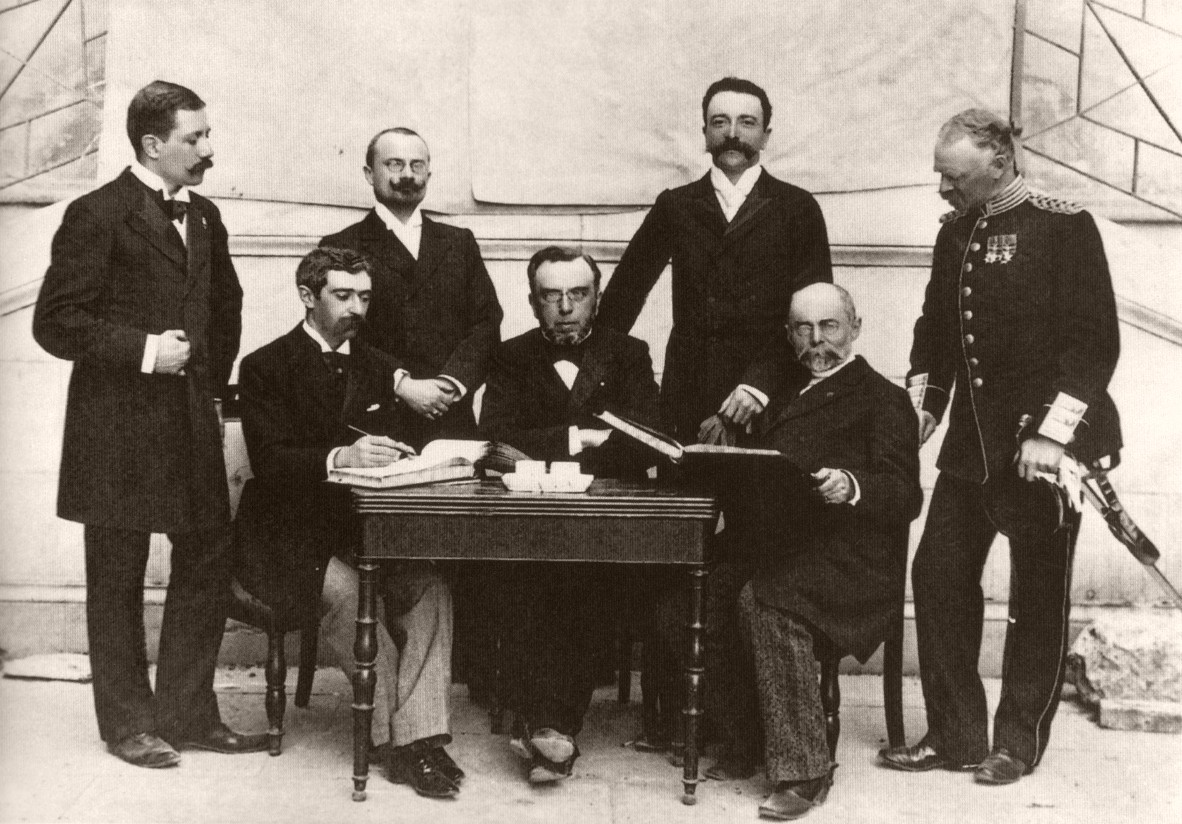
Mezinárodní olympijský výbor, druhý zleva stojí Jiří Stanislav Guth-Jarkovský, vlevo sedí Pierre de Coubertin, 1896
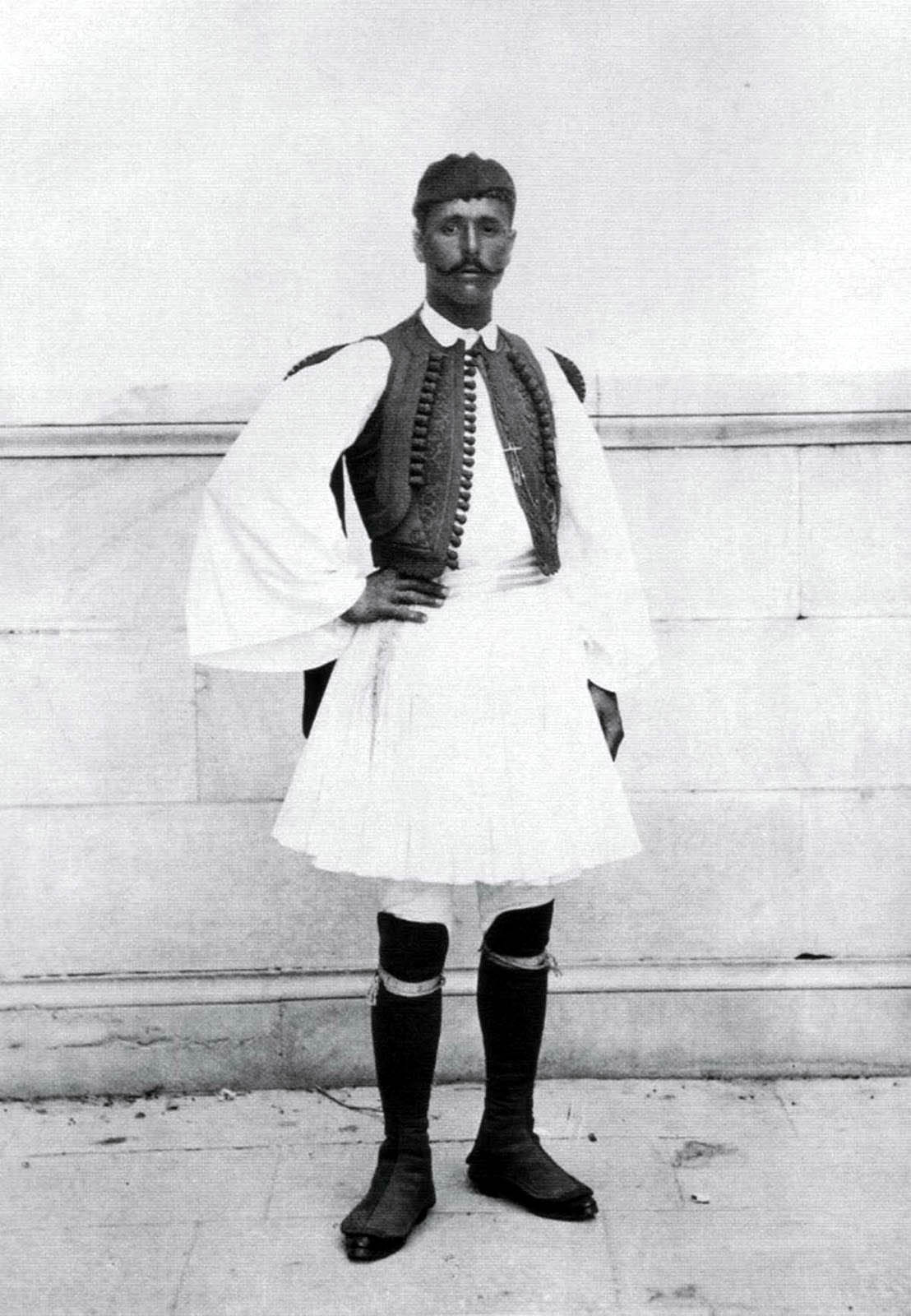
Řecký vítěz maratonského běhu Spyridon Louis v uniformě řecké elitní jednotky Efsoni, 1896
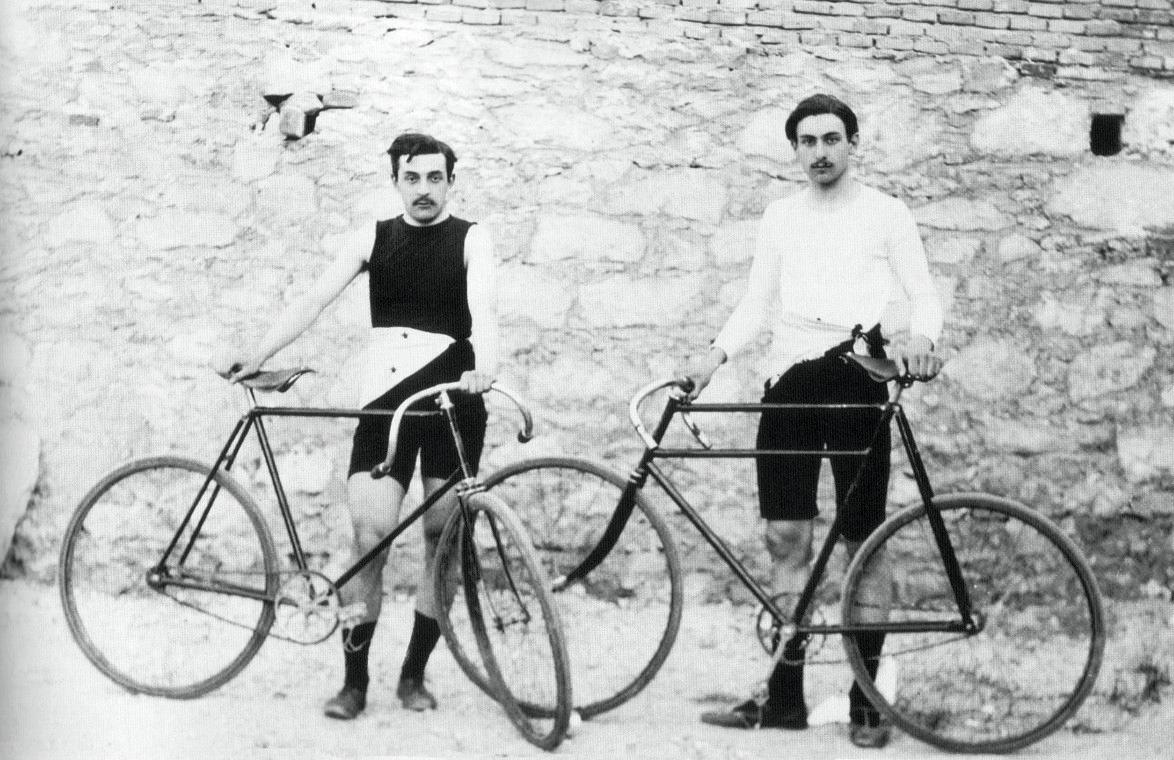
Francouzští cyklisté Paul Masson a Léon Flameng, 1896
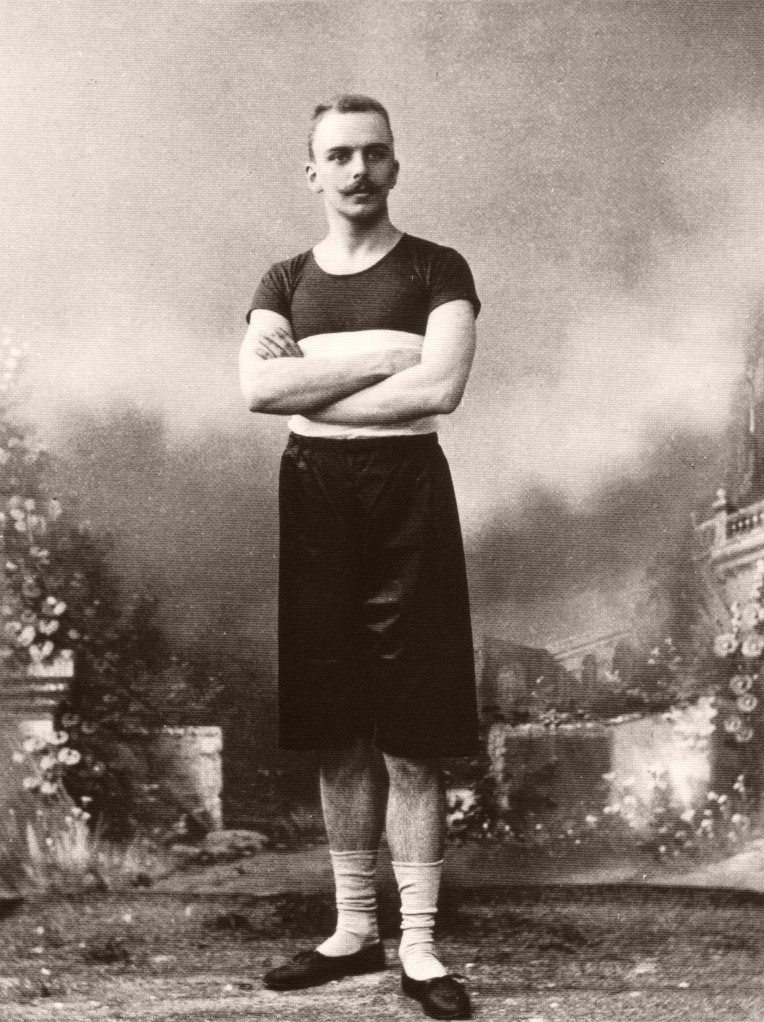
Vítěz tenisové čtyřhry Friedrich Adolph Traun z Hamburku, přichystaný na běh na 800 metrů, 1896

### Po skončení her

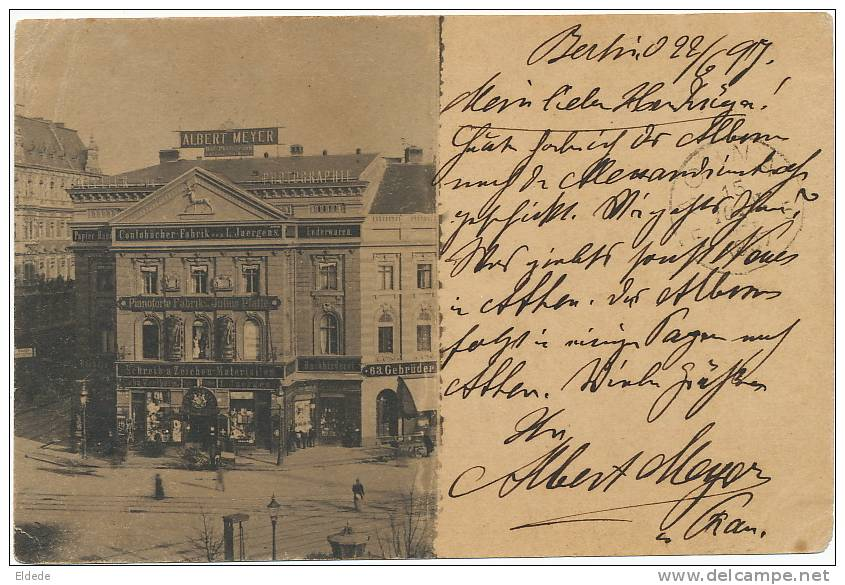
Pohlednice s ateliérem na Alexanderstrasse 45 v Berlíně, kterou poslal Meyer řediteli Německé exportní společnosti Krügerovi, Atény, 1897

Vztah mezi Meyerem a vedoucím německého týmu doktorem Willibaldem Gebhardtem byl problematický. Při pohledu zpět na nemilou finanční situaci německého týmu Gebhardt intervenoval po skončení her u Coubertina, který chtěl oficiální fotografy ocenit pamětní medailí: … Pan Meyer na olympijských hrách nemá žádné velké zásluhy. Přišel se do Athén bavit, fotografovat a mimochodem vydělávat peníze. (…) Naší expedici neposkytl ani marku a přitom je to bohatý muž...
Zpětné posouzení Gebhardtových slov ukázalo jejich neopodstatněnost. Meyer si ještě během her nechával své fotografické desky vyvolávat u nakladatelství Kurta Becka a u dalších vydavatelů, kterým snímky poskytoval. Takzvané Beckovo album (Beck’s Album) bylo první oficiální zprávou z olympiády. Po návratu do Berlína uspořádal rozsáhlé rozesílání svých snímků. Vyráběl nákladné kožené desky s nápisem Olympijské hry v Aténách 1896, které obsahovaly 25–35 obrazových desek a byly doručovány řadě četných královských a knížecích domů. Králové Řecka a Srbska s ní pravděpodobně byli velmi spokojeni, protože Meyerovi o něco později udělili státní medaili. Tyto aktivity, podobné moderním PR akcím, si vysloužily pozornost a uznání. V době po roce 1896 byly obchodní úspěchy jeho fotografických ateliérů poměrně značné. V roce 1897 jeho roční příjem činil 16 500 – 17 500 marek a výše jeho jmění se odhadovala na 90 000 – 100 000 marek.

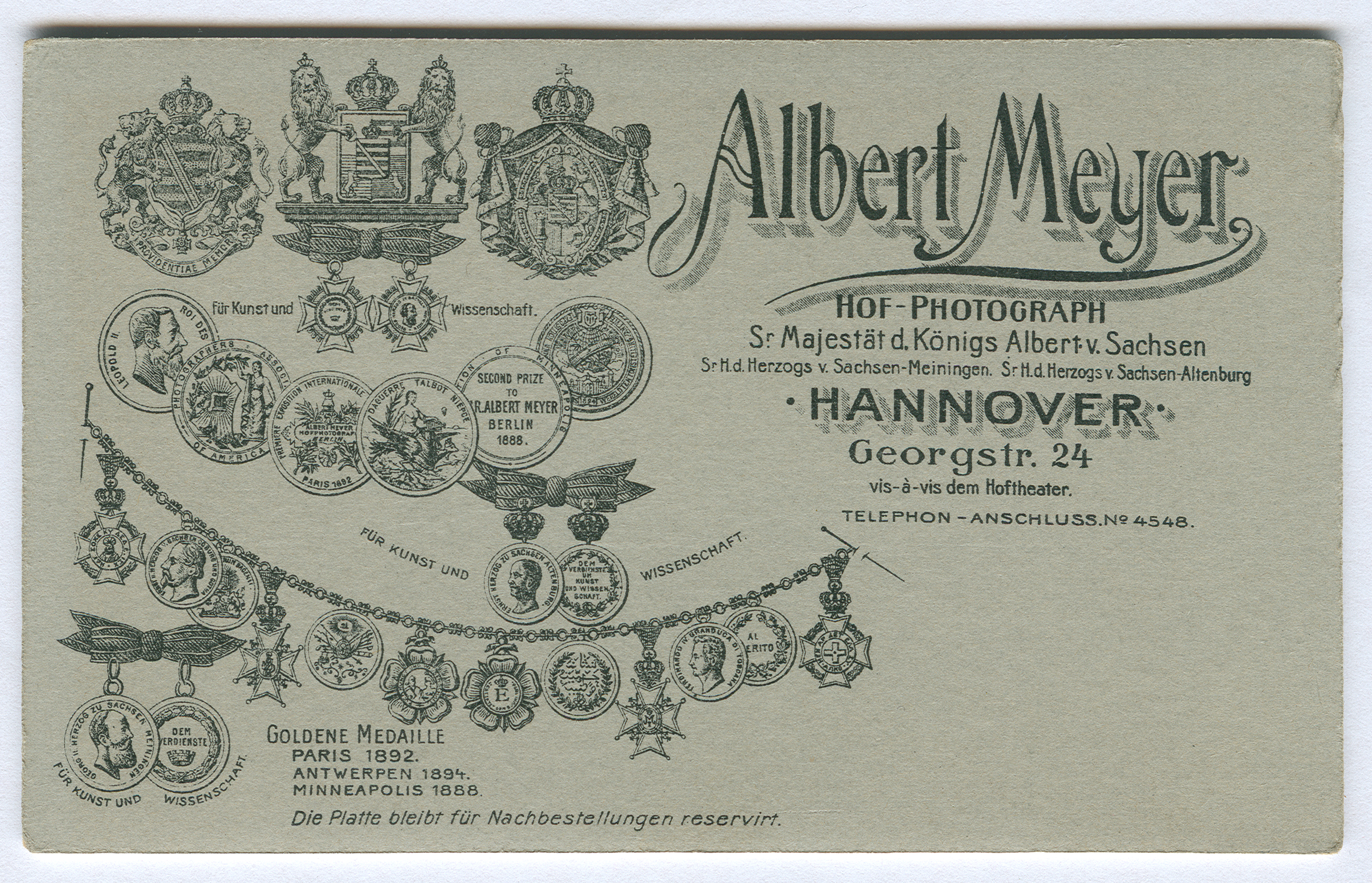
Zadní strana carte de visite z Georgstrasse v Hannoveru „vis-à-vis“ budově Opery

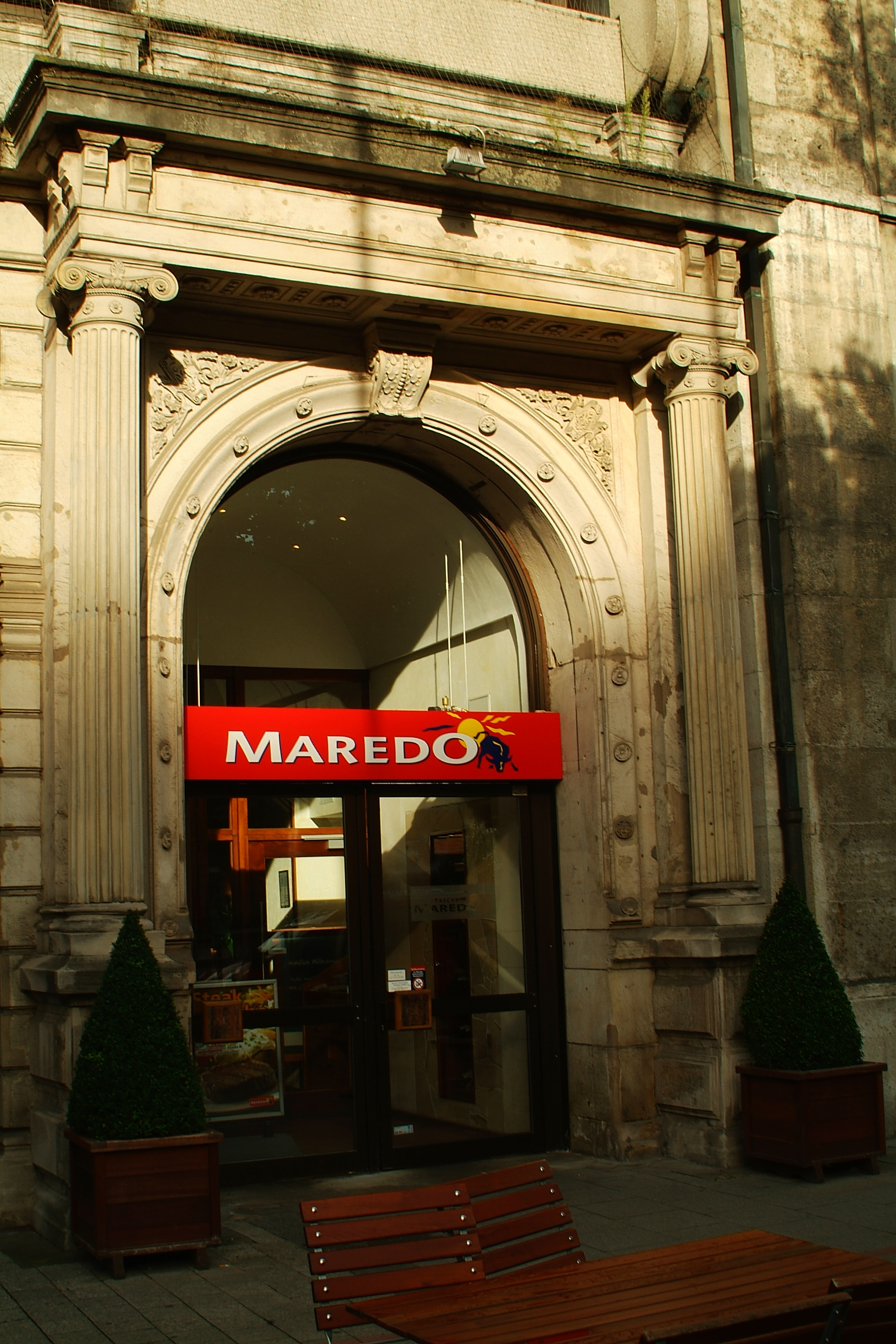
Georgstrasse 38 (dříve 24), někdejší vchod do Meyerovy výstavní haly ateliéru

V roce 1901 prodal své ateliéry v Berlíně a přestěhoval se do Hannoveru. Jedním z kupců jeho ateliérů byl Arthur Schulz. V roce 1902 otevřel Meyer v hannoverské ulici Georgstrasse č. p. 24 přímo proti vchodu do Státní opery uměleckou instituci, která brzo našla stálé místo ve společenském životě města. Ateliér měl asi 20 místností včetně dvou laboratoří. Hosty vítaly dvě recepční a dobře placená místa zde měli fotografové, učni a dokonce i stálý knihař.
V přízemí ateliéru „Meyerova teplá hala“ s výstavní galerií lákala zákazníky, především umělce. Ateliér na Georgstrasse 24 byl sice během leteckého náletu během druhé světové války v červnu 1943 zničen, dochovala se však fasáda přízemí se vstupním portálem pod dnešním označením číslem popisným 38.
V roce 1903 se Albert Meyer stal členem spolku Photographischer Verein zu Hannover a vykonával funkci pokladníka.
V roce 1904 se společníkem jeho ateliéru stal Hugo Julius. V roce 1912 prodal s velkým ziskem i svůj zbývající podíl.
V jeho ateliérech se nechávali portrétovat běžní obyvatelé města, ale také významné osobnosti. Meyer vytvářel očíslované série pohlednic, jednou z nich byla například kolekce Němečtí vojevůdci asi z roku 1912. Mezi nimi byli například generál a náčelník generálního štábu Erich von Falkenhayn, polní maršál Paul von Hindenburg, admirál Eduard von Capelle nebo generál Adolf Wild von Hohenborn.
V roce 1915 se vrátil zpět do Drážďan, svého rodného města. Tam shodou okolností začaly nešťastné roky jeho života. Jeho syn, do kterého vkládal velké naděje, padl jako voják v první světové válce. Vzápětí během německé inflace v roce 1923 přišel o celý svůj majetek. O rok později zemřel bez peněz.

## Vyznamenání

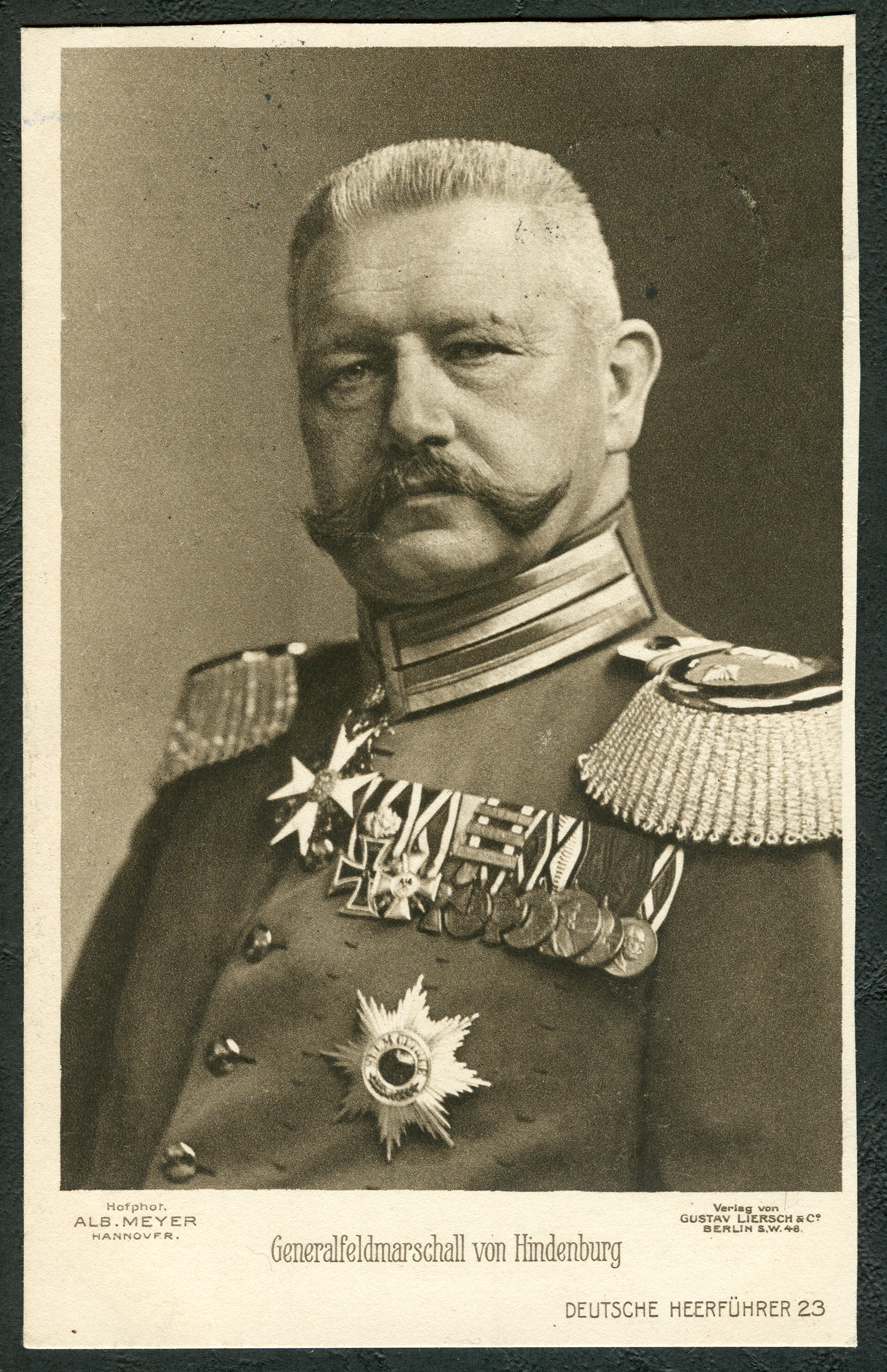
Paul von Hindenburg jako polní maršál, pohlednice č. 23 z kolekce Němečtí vojevůdci, asi 1912

### Řády
Albert Meyer vlastnil podle hlavičky svého dopisního papíru z roku 1903:
- Důstojnický kříž a Rytířský kříž Krále Srbského St.-Sava-Orden,[9]
- Rytíř[9]
  - Řád Krále Řeckého Erlöser-Orden[9] a
  - Řád za umění a vědu knížete Lippeho.[9]

### Medaile
Albert Meyer vlastnil podle hlavičky svého dopisního papíru z roku 1903:
- Od Sasko-Meiningenského vévodství[9]
  - Kříž za zásluhy[9] a
  - Zlatou medaili za umění a vědu,[9]
- medaile Herzog-Ernst-Medaille,[9]
- od Sasko‑Altenburského vévodství Medaili za zásluhy za umění a vědu s korunou,[9]
- od Toskánského velkovévodství zlatou Medaili za zásluhy první třídy,[9] jakož i
- Medaili za zásluhy tureckého císaře,[9]
- Medaili Königlich Preussische Rothe Kreuz Medaille,[9] jakož i
- Medaili Saského království Carola-Medaille.[9]

### Ocenění
Udělená ocenění:
- 1888: Stříbrná medaile v Minneapolis[9] od společnosti Photographers Association of America[11]
- 1892: Zlatá medaile v Paříži[9] na tamní První mezinárodní (foto…)výstavě[11]
- 1894: Stříbrná medaile v Antverpách[9]
- 1895: Stříbrná medaile v Aténách[9]

### Dvorní tituly
Ještě během svého působení v Berlíně a v Seebad Misdroy nosil Albert Meyer dva tituly dvorní fotograf
- Jeho Veličenstva krále Alberta Saského,[12]
- Jeho Výsosti vévody Sasko‑Meiningenského.[12]

Počátkem roku 1903 získal titul dvorního fotografa
- Jeho Výsosti Vévody Sasko‑Altenburského.[9]

## Galerie

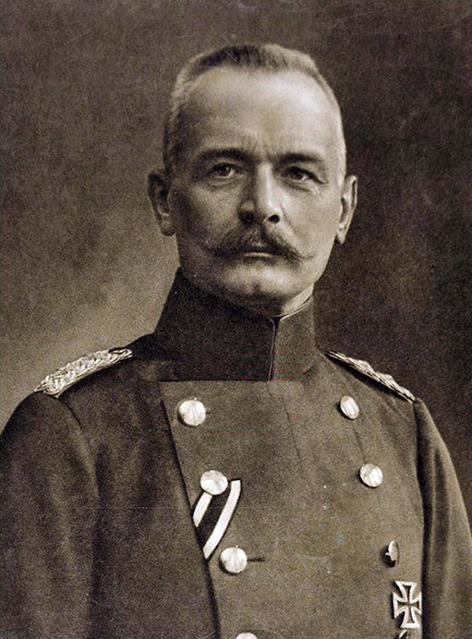
Generál a náčelník generálního štábu Erich von Falkenhayn, 1913
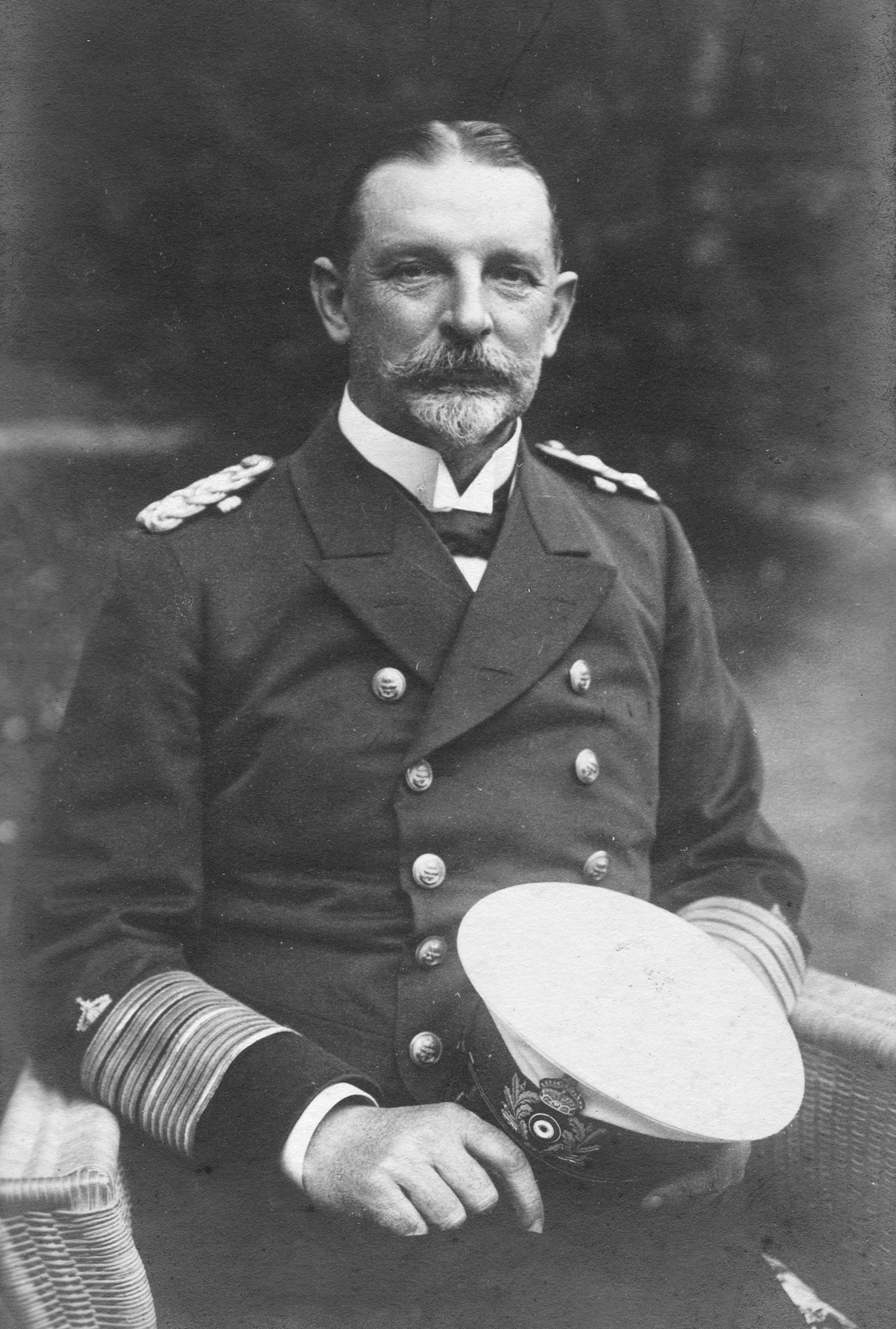
Admirál Eduard von Capelle
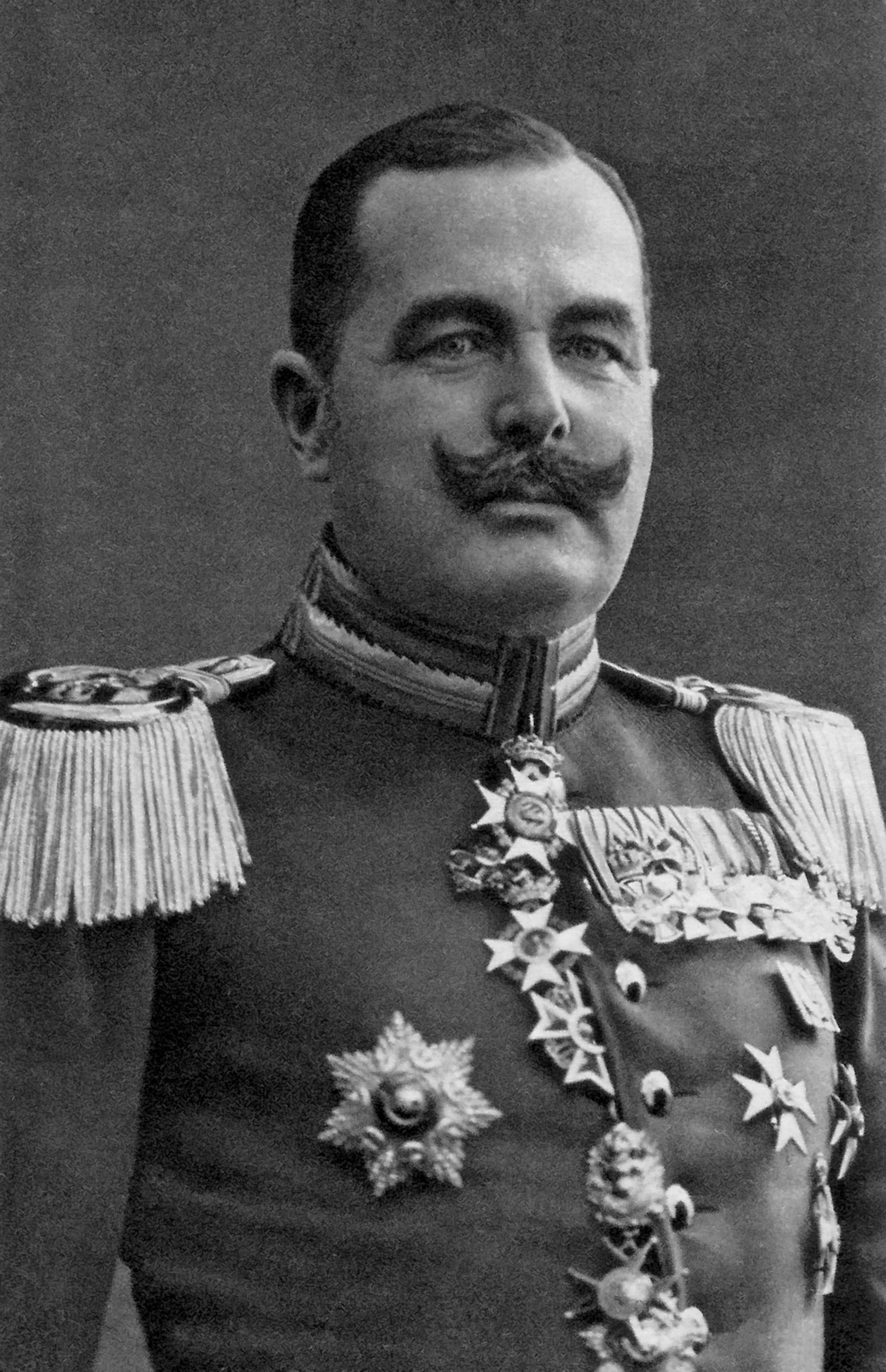
Generál Adolf Wild von Hohenborn, asi 1920
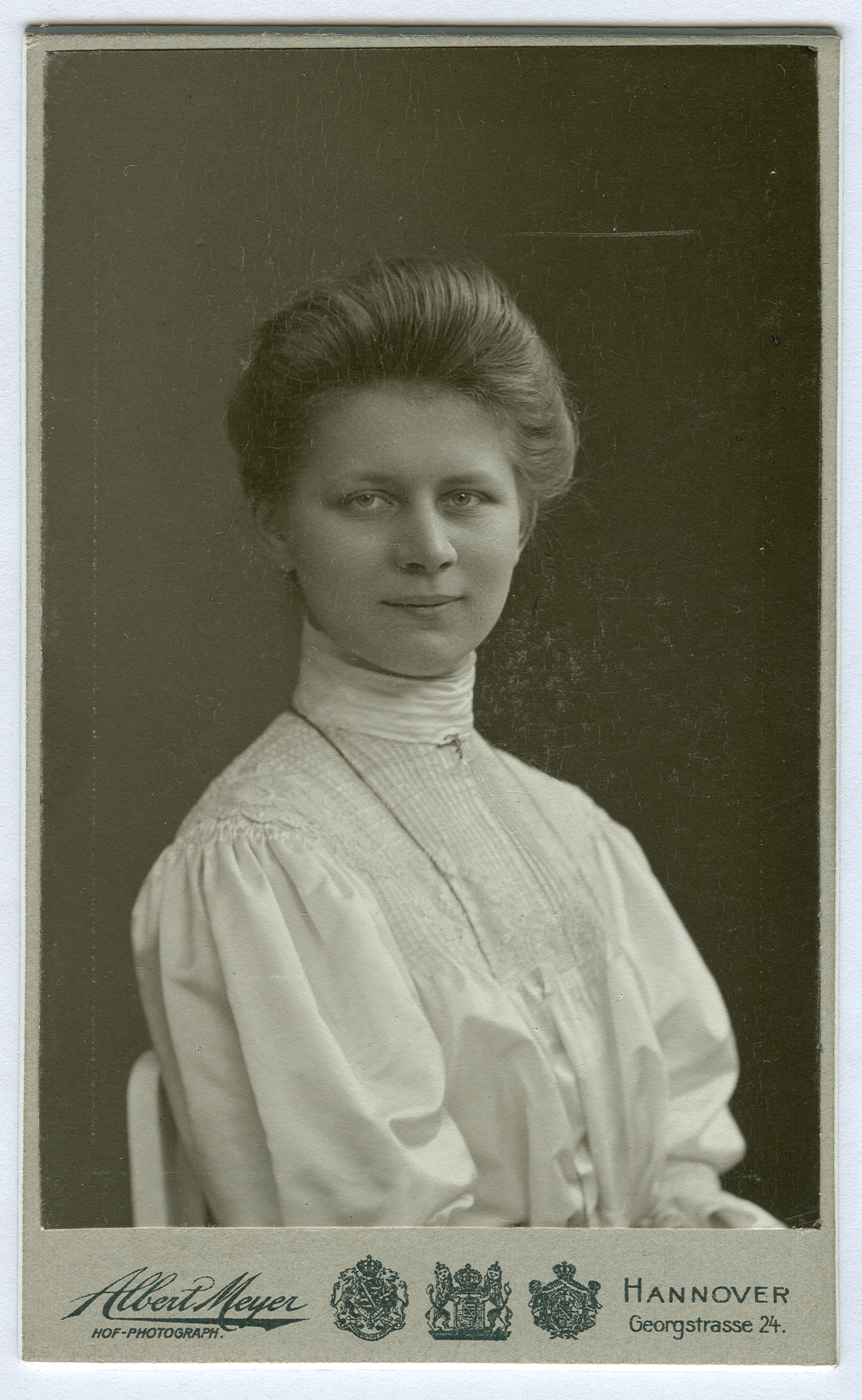
Poprsí mladé ženy, carte de visite
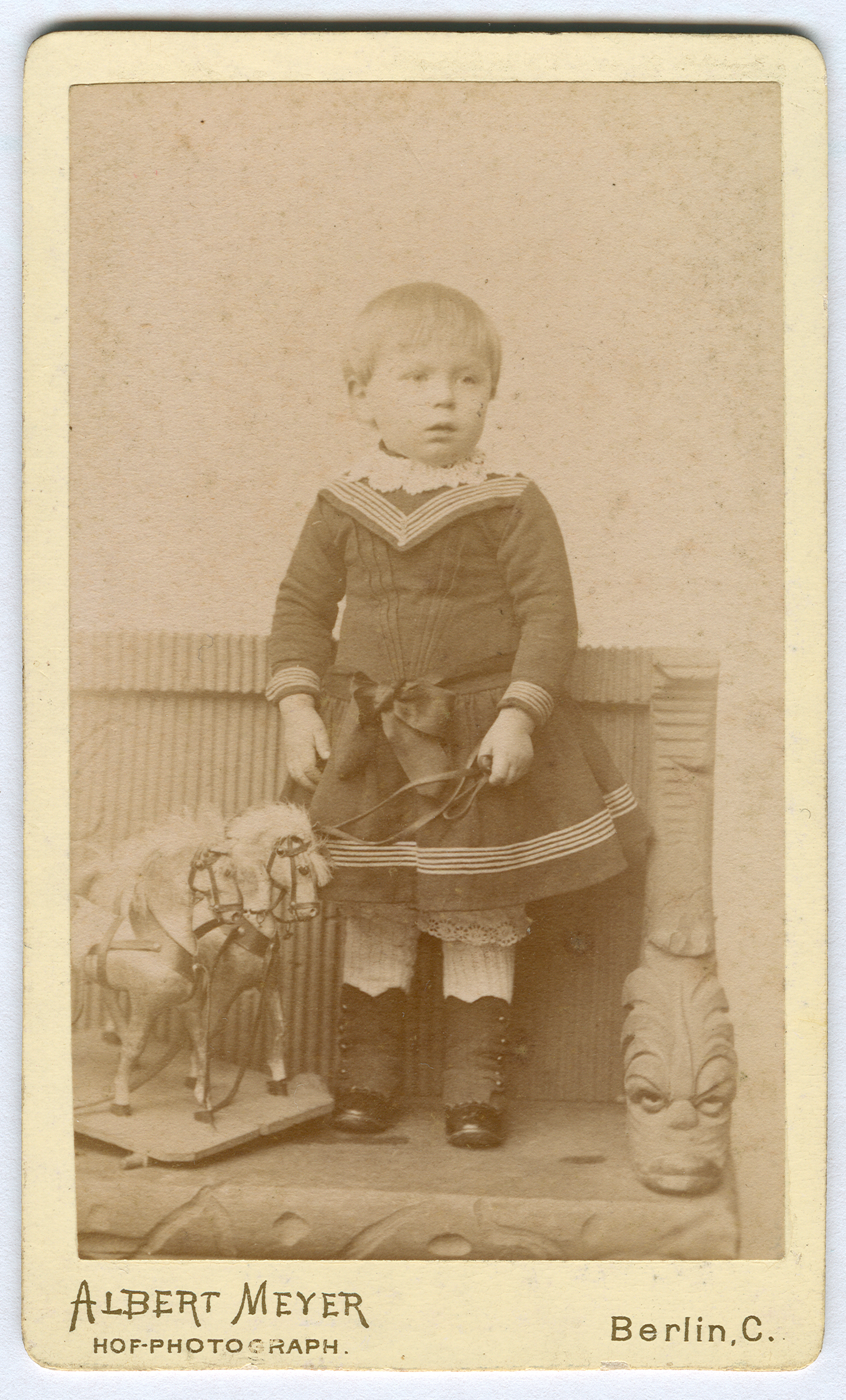
Malý chlapec se dvěma dřevěnými koňmi, carte de visite